# 王曉圓
王晓园（1968年5月12日—），中国退役女子羽球運動員。
1991年，她與劉堅軍一起贏得了中國羽球公開賽混合雙打冠軍。隨後兩人一起贏得1992年法國羽球公開賽及1993年泰國羽球公開賽的混合雙打冠軍。1995年，她與陳興東一起贏得瑞典羽球公開賽混合雙打冠軍。
1996年亞特蘭大奧運會是王曉圓唯一參加的奧運會，她與陶曉強一起參加混合雙打項目，在第一、二輪分別擊敗澳洲與丹麥組合，四分之一決賽以7-15、9-15敗給後來獲得銀牌的韓國組合朴柱奉與羅景民。